# Lucky Luke Special
Lucky Luke Special är ett svenskt Lucky Luke-album från 1979. Det har ingen motsvarighet i den franskspråkiga originalutgivningen av Lucky Luke-serien, utan samlar åtta kortare Lucky Luke-avsnitt från olika källor. Albumet har nummer 38 i den svenska utgivningen. 

## Innehåll
- "Utmaningen" (Défi à Lucky Luke) av Morris & René Goscinny
- "Äventyr efter noter" (Arpèges dans la vallée) Morris & Goscinny
- "Promenad genom stan" (Promenade dans la ville) av Morris & Goscinny
- "Riskriget" (La bataille du riz) av Morris & Goscinny
- "Bröderna Daltons hämnd"  (La ballade des Dalton) av Morris & Goscinny, från "Bröderna Daltons hämnd och andra äventyr"
- "Sheriffskolan" (L'Ecole des shérifs) av Morris, från "Bröderna Daltons hämnd och andra äventyr"
- "Det goda ordet" (La bonne parole) av Morris & Bob de Groot, från "Den hängdes rep och andra äventyr"
- "Li Chi's historia" (Li Chi's story) Morris & de Groot, från "Den hängdes rep och andra äventyr"

## Svensk utgivning
- Morris; Goscinny, René; de Groot, Bob, (översättare: Jerk Sander, Kåre Persson) (1979). Lucky Luke Special. Lucky Lukes äventyr: 38. Stockholm: Bonniers Juniorförlag. Libris 7285203. ISBN 91-48-50183-2